# Абсолютна влажност
Абсолютната влажност представлява количеството водни пари, които се съдържат в даден момент в единица обем на въздуха и се изразява чрез g/m³ или в милиметри живачен стълб (пъргавина, mm/Hg).

## Фактори, влияещи на абсолютната влажност
основният фактор, който влияе върху абсолютната влажност, е температурата. Тази зависимост донякъде се нарушава от разпределението върху земната повърхност на сушата и на водата, от наличието на планини, плата и др.

## Денонощен ход на абсолютната влажност
Денонощният ход на абсолютната влажност се дължи на увеличеното или намаленото изпарение според повишението или понижението на температурата. Така по време на температурния максимум има максимална абсолютна влажност, а при минимум на температурата – минимална. Този режим се наблюдава над океаните и над моретата, а през зимата – и над континентите. През лятото над континентите се наблюдават два максимума и два минимума. Максимуми на абсолютната влажност настъпват към 9 – 10 часа и към 21 – 22 часа, а минимуми – към 3 – 4 часа и към 15 – 16 часа. Сутрешният максимум настъпва преди засилването на възходящите въздушни потоци (конвекция), а вечерният – след прекратяването на тези движения. Следобедният минимум съвпада с най-интензивните възходящи движения, които изнасят изпарената влага във височина, а сутрешният минимум се дължи на силното намаление на изпарението.

## Годишен ход на абсолютната влажност
Годишният ход на абсолютната влажност наподобява годишния ход на температурата с максимум през лятото и минимум през зимата. Абсолютната влажност намалява от екватора към полюсите и от земната повърхност във височина. В екваториалния пояс средната абсолютна влажност достига до 25 g/m³, в тропиците – 20 g/m³, в умерените ширини – 10 – 12 g/m³, а в полярните райони – 2 – 3 g/m³. От направените 74 радиосондажа в атмосферата над Европа е установена следната средна абсолютна влажност – при Земята 6,66 g/m³, на 500 m височина – 6,09 g/m³, на 2000 m – 2,6 g/m³, на 10 000 m – 0,02 g/m³.